# Andrew Vernon
Andrew „Andy“ Vernon (* 7. Januar 1986 in Fareham) ist ein britischer Langstreckenläufer.

## Werdegang
Bei den Crosslauf-Europameisterschaften gewann Andy Vernon 2005 in Tilburg Silber im Juniorenrennen und 2007 in Toro Bronze im U23-Rennen.
2008 belegte er bei den Crosslauf-Weltmeisterschaften in Edinburgh den 114. Platz und holte bei den Crosslauf-EM in Brüssel Silber im U23-Rennen. Im Jahr darauf kam er bei den Crosslauf-WM 2009 in Amman auf den 78. Platz. Bei den Crosslauf-EM in Dublin wurde er Zwölfter und gewann Silber mit der britischen Mannschaft.
2010 lief er bei den Crosslauf-WM in Bydgoszcz auf Rang 42 ein und wurde bei den Commonwealth Games in Neu-Delhi für England startend Zehnter über 10.000 m.
2011 folgte einem 57. Platz bei den Crosslauf-WM in Punta Umbría ein Sieg über 5000 m bei der Sommer-Universiade in Shenzhen. Bei den Crosslauf-EM in Dublin wurde er Neunter und holte erneut Silber mit der britischen Mannschaft.
Bei den Crosslauf-EM 2012 in Szentendre trug er mit einem 13. Platz abermals zu einer Silbermedaille für das britische Team bei, und bei den Crosslauf-EM 2013 in Belgrad gewann er sowohl in der Einzel- wie auch in der Mannschaftswertung Bronze.
2014 wurde er bei dem Leichtathletik-Hallenweltmeisterschaften in Sopot Elfter über 3000 m und bei den Commonwealth Games in Glasgow Sechster über 5000 m. Bei den Leichtathletik-Europameisterschaften in Zürich errang er über 5000 m Bronze und über 10.000 m Silber.
2008 und 2013 wurde er Britischer Meister über 5000 m und 2009 über 10.000 m. 2010 und 2014 wurde er Britischer Hallenmeister über 2000 m und 2010 Englischer Meister im Crosslauf.

## Persönliche Bestzeiten
- 3000 m: 7:45,75 min, 17. Juli 2013, Dublin
  - Halle: 8:27,55 min, 24. August 2014,	Birmingham
- 5000 m: 13:11,50 min,	4. Mai 2014, Palo Alto
- 10.000 m: 27:42,62 min, 2. Mai 2015, Palo Alto